# 松浦市野球場
松浦市野球場（まつうらしやきゅうじょう）は、長崎県松浦市にある野球場。
「青のまち松浦スタジアム」の愛称がある。

## 施設概要
- グラウンド面積：13,453 m2
- 両翼：98 m 中堅：112 m
- 内野：黒土 外野：天然芝
- 収容人員：228人（内野のみ）
- 照明：なし
- スコアボード：3色LED